# 방기버스
방기버스(芳基-)는 울산광역시에 위치한 마을버스 운송 업체이다.

## 운행 노선
- 60번(상방기 ↔ 탑마트)